# Physalaemus albifrons
Espèce
Synonymes
- Bufo albifrons Spix, 1824

Statut de conservation UICN

 LC  : Préoccupation mineure
Physalaemus albifrons est une espèce d'amphibiens de la famille des Leptodactylidae.

## Répartition
Cette espèce est endémique du Brésil. Elle se rencontre jusqu'à 1 000 m d'altitude du Nord de l'État du Maranhão au Sud de l'État du Minas Gerais, en passant par le Piauí, le Ceará, l'État de Bahia, le Paraíba, le Pernambouc et l'Alagoas,.

## Publication originale
- Spix, 1824 : Animalia nova sive species novae testudinum et ranarum, quas in itinere per Brasiliam annis 1817-1820 (texte intégral)